# Savio (calciatore)
 Savio (fl. XX secolo) è stato un calciatore italiano, di ruolo attaccante.

## Carriera
Disputa 8 gare con 2 gol nel Casale nel campionato di Prima Divisione 1922-1923.